# Festival Internacional de Cine Corto de Tapiales

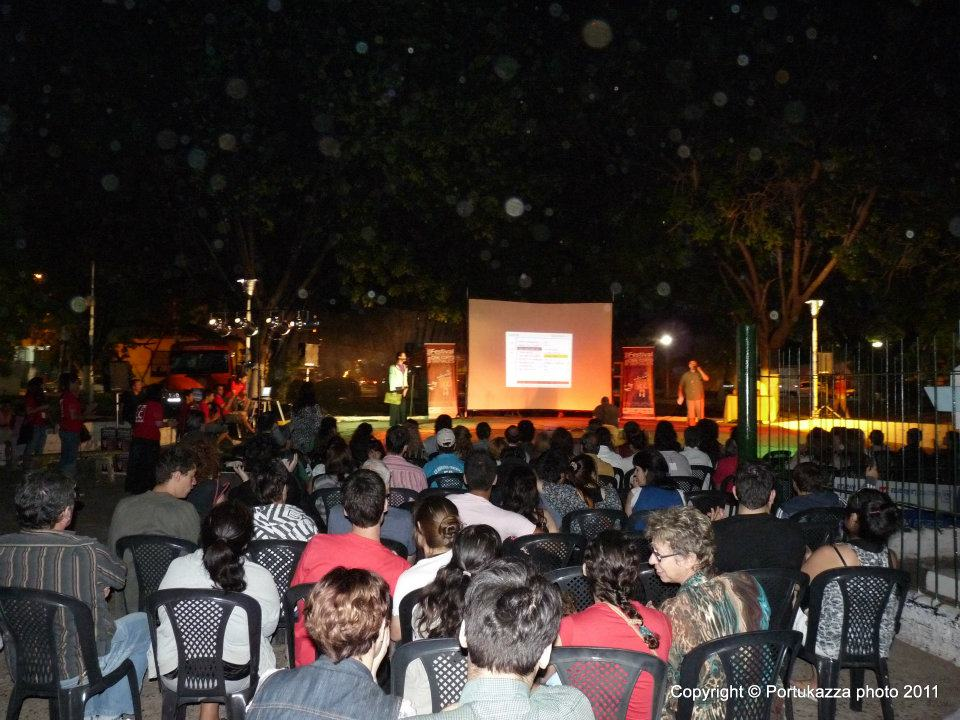
Festival Internacional de Cine Corto de Tapiales

El Festival Internacional de Cine Corto de Tapiales se creó en septiembre del año 2003 por una iniciativa del cineasta Julio Rodríguez Caloggero. El objetivo del festival es implementar un circuito de promoción cinematográfica para realizadores nacionales. Junto con el festival tuvo lugar la creación del “Premio Aborigen del Festival de Cine de Tapiales”, en conmemoración a los indígenas desaparecidos que habitaron el partido de La Matanza, como incentivo hacia los directores y productores concursantes y para promover la calidad de contenidos técnicos y estéticos. El festival es organizado por el INCAA (Instituto Cultural de la Provincia de Buenos Aires), BA Films y el SICA. El festival ha creado y donado a la Biblioteca Popular Mariano Moreno de Tapiales una videoteca con todas las películas recibidas, en sus ediciones anteriores, como patrimonio cultural de la comunidad y para poder ser vistas de forma gratuita por cualquier interesado.